# 고대 그리스 권투

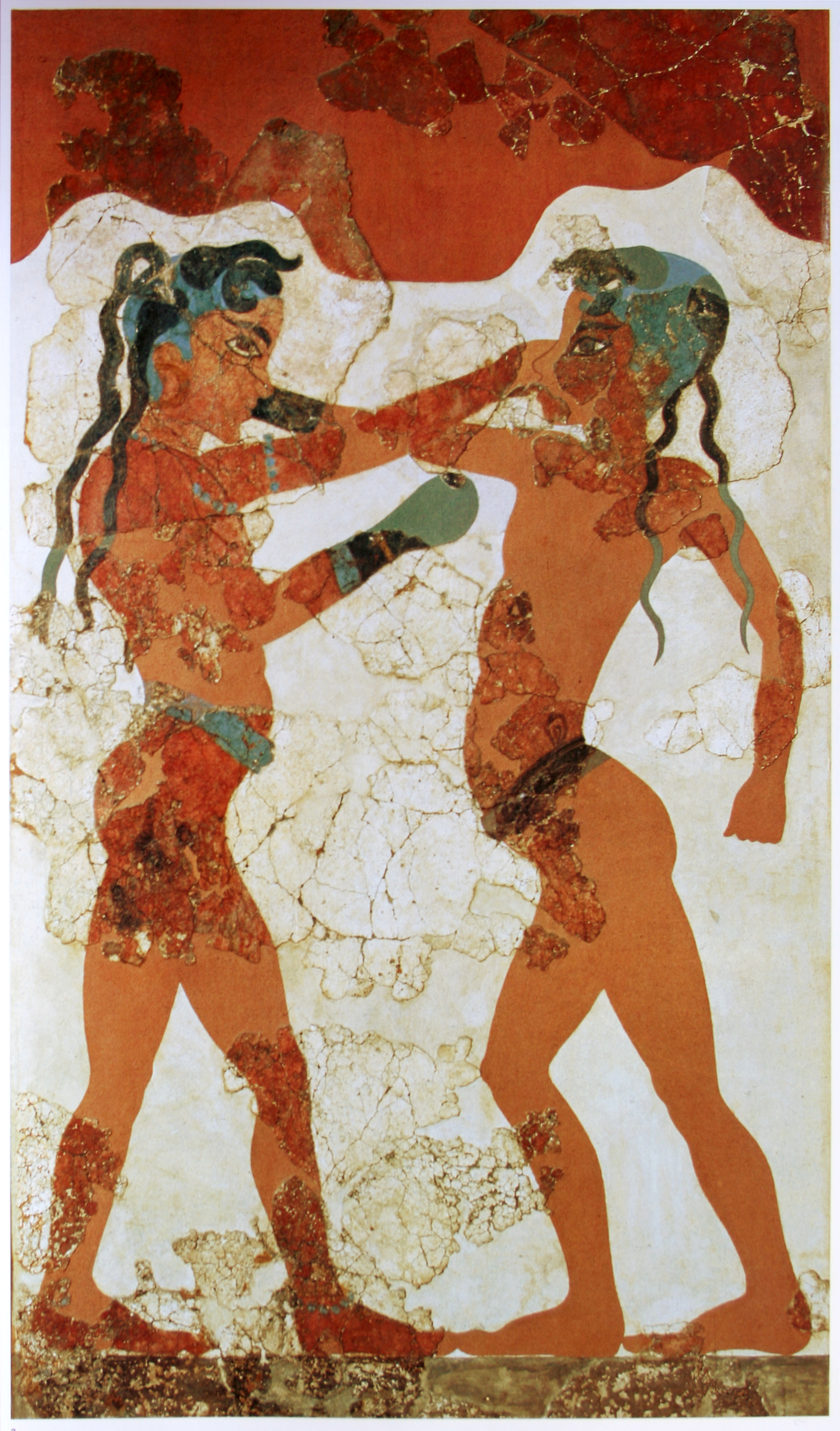
미노아의 소년 권투 (기원전 16 세기, 아테네 국립 고고학 박물관 소장)

고대 그리스 권투(Ancient Greek boxing)는 적어도 기원전 8세기, 호메로스의 일리아스의 시대까지 거슬러 올라가 그리스 도시 국가의 다양한 사회 상황에서 이루어졌다. 이 경기에 대한 현존하는 사료의 대부분은 단편적인 혹은 전설에 기초를 둔 것이기 때문에, 규칙과 관습, 역사 등 오늘날 그 정보를 아는 것은 어렵다. 그렇지만, 고대 그리스의 스포츠 문화에서 중요한 위치를 차지하고 있었던 것은 분명하다.

## 같이 보기
- 팡크라티온
- 권투 글러브
- 권투